# Kimi ga yo
Kimi ga yo (君が代, /kimi ga jo/, « Votre règne ») est, depuis 1999, l'hymne officiel du Japon. Ce poème, adressé à l'empereur du Japon, est un waka, ancien style poétique japonais de l'époque de Heian.

## Paroles
Parmi tous les hymnes nationaux du monde, le texte de celui du Japon, Kimi ga yo, un poème de la forme tanka, est le plus ancien ; il est extrait d'une anthologie de poésie datant du IXe siècle,. D'auteur inconnu,, il est aussi l'un des plus courts, avec l'hymne de la Jordanie et celui de Saint-Marin,. À partir du XIe siècle, Kimi ga yo devient une proclamation solennelle, pouvant se traduire par une formule exprimant la révérence due au pouvoir impérial, telle que « longue vie à l'empereur ; gloire à son règne ».
| Kanjis                                                | Hiraganas                                                           | Rōmaji                                                                            | Traduction en français |
| ----------------------------------------------------- | ------------------------------------------------------------------- | --------------------------------------------------------------------------------- | --- |
| 君が代は 千代に八千代に 細石の巌となりて 苔の生すまで | きみがよは ちよにやちよに さざれいしのいわおとなりて こけのむすまで | Kimi ga yo wa Chiyo ni yachiyo ni Sazare ishi no iwao to narite Koke no musu made | Que le règne de notre Seigneur Dure mille et huit mille générations Jusqu'à ce que les pierres Deviennent rochers Et se couvrent de mousse. |

## Histoire
Bien que joué depuis la restauration de Meiji en tant qu'hymne national, et récité depuis des temps très anciens lors d'événements importants, Kimi ga yo n'est devenu officiellement l'hymne national du Japon que le 29 juin 1999 (promulgation de la « loi sur le drapeau national et l'hymne national »), en même temps que le Hinomaru devenait le drapeau officiel du Japon,.
Les paroles de ce waka sont apparues pour la première fois dans un recueil de poème, le Kokin wakashū (Xe siècle), comme un poème anonyme. Vers 1869, au tout début de l'ère Meiji, John William Fenton, un chef d'orchestre militaire en visite dans le pays recommanda à Iwao Ōyama, un officier du clan Satsuma, de choisir un hymne national pour le Japon, car le pays en était alors dépourvu. Ōyama approuva l'idée et choisit le waka pour les paroles du futur hymne,. Fenton composa ainsi une première mélodie pour accompagner le texte mais celle-ci fut rapidement écartée car elle manquait de solennité. Une seconde version, définitive, fut composée par Hayashi Hiromori et jouée la première fois lors de l'anniversaire de l'empereur Meiji, le 3 novembre 1880.
À l'issue de la Seconde Guerre mondiale, le Japon est vaincu. Sous le commandement du général Douglas MacArthur, les Alliés de la Seconde Guerre mondiale occupent le pays. Dans le cadre de sa politique de démocratisation du pays, l'administration du Commandement suprême des forces alliées s'applique à supprimer de la législation la mystique nationaliste centrée sur la nature supposée divine de l'empereur du Japon qui mise en place à partir de l'ère Meiji (1868 - 1912). L'usage de l'hymne national est alors interdit dans tout l'archipel japonais. Cependant, il est remis en place en 1952 à la fin de l'occupation américaine. À partir de 1958, notamment, le ministère de l'Éducation impose aux enseignants de faire chanter Kimi ga yo lors des cérémonies scolaires. Une mesure qu'il renforce en 1989, malgré les diverses oppositions émanant de la société civile.

## Interprétation officielle
À l'occasion de la reconnaissance officielle de l'hymne national en 1999, le Premier ministre Keizō Obuchi a précisé le sens à donner à cet hymne, car la vénération de l'empereur en vigueur au Japon dans les années précédant la Seconde Guerre mondiale et durant le conflit (période durant laquelle le Kimi ga yo devint de facto l'hymne national), est associée à la militarisation expansionniste de l'archipel à cette époque et n'est plus à l'ordre du jour dans le Japon de la fin du XXe siècle : « Le kimi auquel s'adresse le Kimi ga yo, dans le cadre de la constitution actuelle du Japon, désigne l'empereur, qui est le symbole de l'État et de l'unité du peuple, qui tient sa position de la volonté du peuple en qui réside le pouvoir souverain ; dans son ensemble, Kimi ga yo dépeint l'appartenance à notre pays, dont l'empereur – qui tient sa position de la volonté du peuple en qui réside la volonté souveraine – est le symbole, et l'unité du peuple ; il est correct d'interpréter les paroles de l'hymne comme une prière pour la prospérité et la paix durable de notre pays. »